# 스트리트 파이터 X 메가맨
《스트리트 파이터 X 메가맨》(Street Fighter X Mega Man)은 싱가폴 개발자 Seow Zong Hui가 제작한 액션 플랫폼 게임이다. 개발 초기엔 팬게임으로 시작했으나, 후에 캡콤의 지원을 받아 록맨과 스트리트 파이터 탄생 25주년을 기념한 크로스오버 작품으로 공개됐다. 개괄적으로 록맨의 게임플레이 요소를 따라가지만 스테이지와 보스들은 스트리트 파이터의 등장인물들로 구성됐다.
2012년 12월 17일 캡콤의 공식 웹페이지 캡콤 유니티에서 처음을호 무료배포됐으며, 후에 2013년 1월 28일 여러 업데이트를 적용한 개선판이 등록됐다.

## 등장인물
- 주인공

- 메가맨

- 1차 보스

- 류

무기 - 파동권: 장풍으로 기본 무기보다 더 강하다.
- 춘리

무기 - 백열각: 근거리에서 사용하지만 공격력이 강하다.
- 로즈

무기 - 소울 섀들라이트: 구체가 만들어지면서 플레이어 주변을 회전하면서 방어막이 된다. 이 방어막을 발사할 수 있다.
- 크림슨 바이퍼

무기 - 옵틱 레이저: 레이저 빔을 발사한다.
- 블랑카

무기 - 트로피칼 해저드: 지뢰이다. 발뢰 차서 옮길 수 있다.
- 달심

무기 - 요가 인페르노: 불꽃이며 중거리 공격이다.
- 롤렌토

무기 - 마인 스위퍼: 수류탄을 던진다.
- 유리안

무기 - 에이지스 리플렉터: 근거리이며 설치형 무기이지만 적의 기탄을 반사시킨다.
- 2차 보스

- 발로그
- 베가
- 사가트
- M. 바이슨

- 히든보스

- 고우키

## 평가
| Street Fighter X Mega Man |        |
| --- | ------ |
| 통합 점수 통합사 점수 게임랭킹스 71.71% [ 3 ] 메타크리틱 71/100 [ 4 ] 평론 점수 평론사 점수 디스트럭토이드 7/10 [ 5 ] 에지 5/10 [ 6 ] 게임 인포머 8/10 [ 7 ] IGN 7/10 [ 8 ] Cheat Code Central 4.1/5 [ 9 ] |        |
| 통합 점수 |        |
| 통합사 | 점수   |
| 게임랭킹스 | 71.71% |
| 메타크리틱 | 71/100 |
| 평론 점수 |        |
| 평론사 | 점수   |
| 디스트럭토이드 | 7/10   |
| 에지 | 5/10   |
| 게임 인포머 | 8/10   |
| IGN | 7/10   |
| Cheat Code Central | 4.1/5  |